# Région récréative d'État de Big Bog
La Région d'État récréative de Big Bog (en anglais : Big Bog State Recreation Area) est une réserve naturelle située dans l'État du Minnesota aux États-Unis, au nord du Waskish Township. Sa superficie totale est de 38,3 km² ; il s'agit d'une zone humide et marécageuse, parsemée d'îles.